# Gezelinuskapel
De Gezelinuskapel (Duits: Gezelinkapelle) is een kapel in Alkenrath, een stadsdeel van Leverkusen. Het godshuis is nauw verbonden met de geschiedenis van de verering van Gezelinus van Schlebusch. 

## De verering van Gezelinus
Van Gezelinus is weinig met zekerheid bekend. Volgens de overlevering kwam Gezelinus in 1135 als cisterciënzer lekenbroeder naar de abdij Altenberg. Daar werd hem de zorg voor de schaapskudde van het klooster toevertrouwd, die zich in Alkenrath (een huidig stadsdeel van Leverkusen) bevond. Buiten het klooster en in een wereldse omgeving leidde de monnik het nederige bestaan van een herder. Zijn voorbeeldig christelijk leven en buitengewone vroomheid werd al spoedig wijd en zijd bekend. Het volk kwam bovendien graag bij Gezelinus om raad, hij stond bekend als zeer hulpvaardig en in geval van grote nood verlieten de mensen zich graag op zijn voorspraak bij God. Tijdens een grote droogte zou Gezelinus na een gebed met zijn herderstaf een gat in de grond hebben geboord om een bron te doen ontspringen. Over de plaats van deze bron, waarvan men zegt dat het water geneeskrachtig zou zijn voor hoofdpijn en oogziekten, werd later een kapel gebouwd. 
Waarschijnlijk stierf Gezelinus op 29 juli 1149. In al zijn eenvoud weigerde Gezelinus het recht op een bijzetting in de kerk van Altenberg. Liever wenste hij een begrafenis in de parochiekerk bij het landgoed Alkenrath. Na de afbraak van deze kerk in 1814 werden zijn relieken naar de Sint-Andreaskerk te Schlebusch en de Dom van Altenberg overgebracht. Wanneer Gezelinus zalig werd gesproken is niet bekend. Lokale gelovigen beschreven Gezelinus al voor het jaar 1524 als zalige. Alhoewel er verder niets terug te vinden is over een zaligverklaring, wordt de zaligheid van Gezelinus wel door de katholieke kerk erkent. Op de zondag na Sacramentsdag vindt de bedevaart plaats.

## Geschiedenis

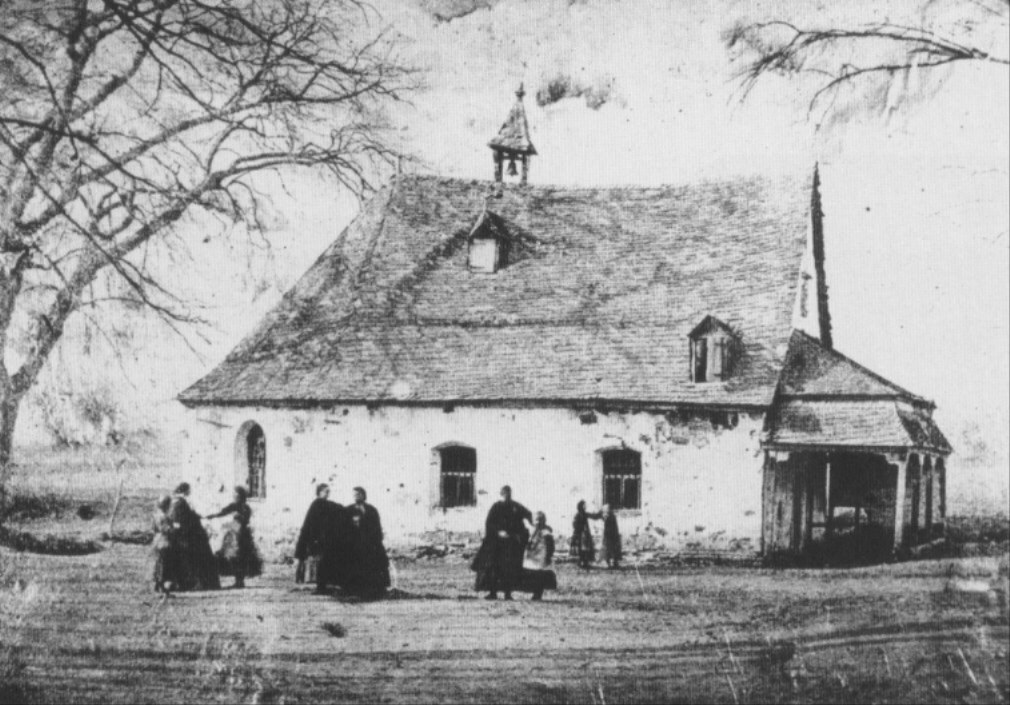
De Gezelinuskapel van Alkenrath kort voor de afbraak (circa 1864)

Aan de huidige kapel gingen op dezelfde plaats meerdere voorgangers vooraf. Al snel na de dood van Gezelinus (vermoedelijk in 1149) zou er een kleine kapel zijn gebouwd, die na haar teloorgang in de 15e eeuw als een kapelletje van leem en klei werd herbouwd. Het oudste bewijs van het bestaan van de kapel betreft het inschrift op de kleine bronzen klok in de kapel: KERGSTGEN VON ONCKEL GAUSZ MICH ANNO 1597 (Kergstgen von Onckel goot mij anno  1597). In 1659 werd er een nieuwe kapel opgericht door Heinrich von Reuschenberg, een provinciaal van de Duitse Orde wiens wapen zich in de gevel van de kapel bevindt. Een andere fervente voorstander van de Gezeliunus-verering was Jobst Moritz von Droste-Senden, die van 1715 tot 1754 op het Kasteel Morsbroich resideerde. Hij wist de verering van de zalige Gezelinus te promoten door tijdens de bedevaart een jaarmarkt bij de kapel te organiseren. De laatbarokke inrichting, zoals het altaar met het beeld van Gezelinus als herder boven het tabernakel, stamt uit zijn tijd. De religieuze leiding van de kapel werd destijds door Franciscanen verzorgd.
De jaarmarkt veranderde echter in de loop der tijd de vredige omgeving van de kapel met de heilige bron in een lawaaiige plek van vermaak. De toenmalige burgemeester omschreef de ontaarding van de bedevaartlocatie als een plek waar gebed en gevloek en gezangen en dronkenmansgelal zich met elkaar vermengden. Daarom besloot men in 1829 de kerkelijke plechtigheden te verplaatsen naar de parochiekerk, hetgeen uiteindelijk leidde tot een verminderde belangstelling voor de bedevaart. Ten slotte werd de jaarmarkt bij de kapel in 1859 door de wereldlijke autoriteiten verboden.
Als gevolg van de secularisatie ging de kapel in 1805 over in handen van de overheid. De stichtingen die het onderhoud van de kapel garandeerden gingen daarmee verloren. Plannen om de kapel te slopen stuitten echter op grote weerstand van de burgers. Maar ondanks het verzet raakte de kapel zodanig in verval, dat de kapel in 1864 wegens instortingsgevaar moest worden afgebroken. Op de oude  fundamenten werd een nieuwe kapel gebouwd en al in 1868 kon de nieuwbouw worden ingewijd. Uit deze tijd stamt de Madonna met het Jezuskind.
Het huidige uiterlijk van de kapel dateert van een renovatie uit 1954. Er werden toen vensters met afbeeldingen van de legende van Gezelinus gemaakt en ingebouwd. Een laatste grote renovatie vond plaats in 2007.
De bedevaart heeft tegenwoordig niet meer de omvang van vroegere tijden, maar de kapel met haar bron onder het altaar is tegenwoordig bijzonder populair als locatie voor het sluiten van huwelijken en doopplechtigheden.